# Katsuya Nagato
Katsuya Nagato (永戸 勝也 Nagato Katsuya?), född 15 januari 1995 i Chiba prefektur, är en japansk fotbollsspelare.
Nagato började sin karriär 2017 i Vegalta Sendai. Han spelade 76 ligamatcher för klubben. 2020 flyttade han till Kashima Antlers.